# Protestes a Colòmbia de 2021

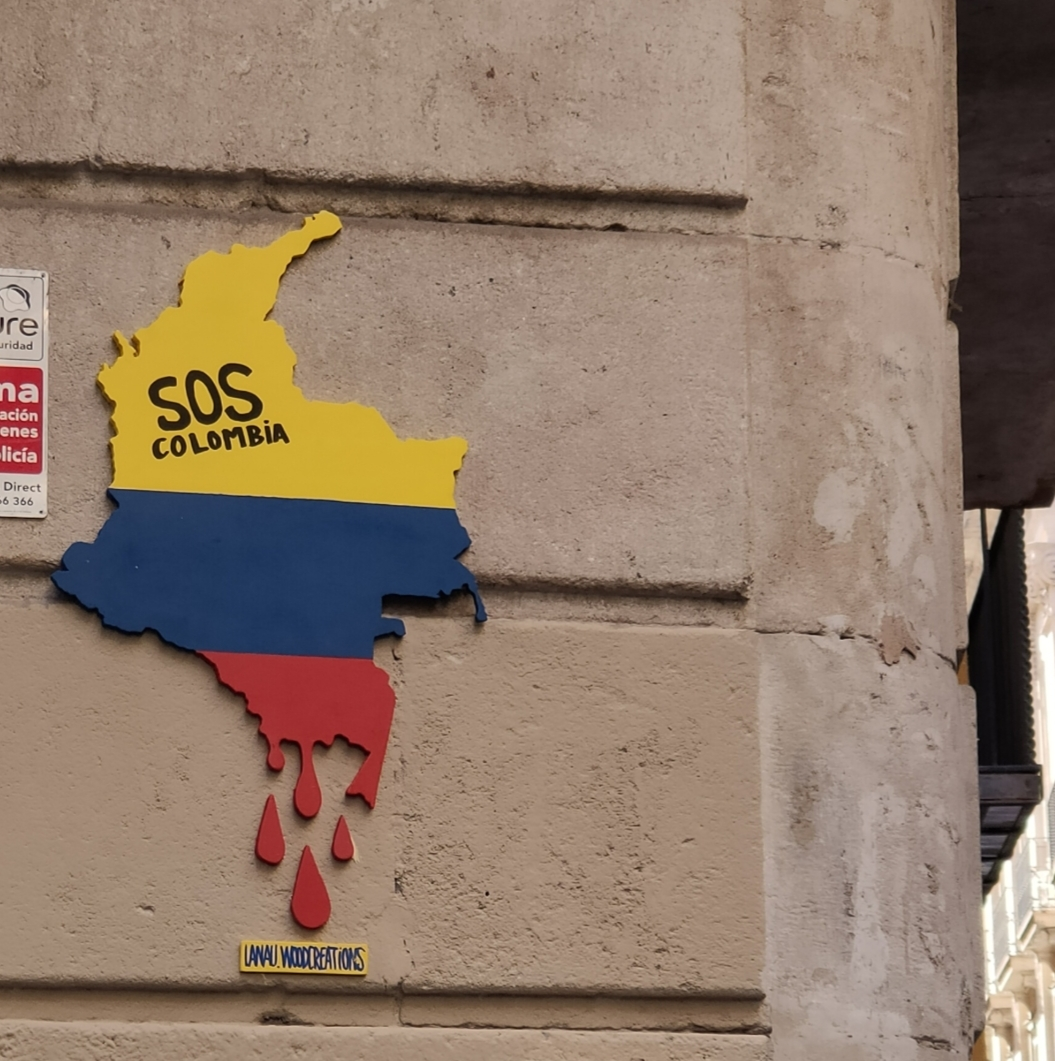
Panell de denúncia a la repressió, Barcelona.

Les protestes a Colòmbia de 2021 són una sèrie de manifestacions que van començar el 28 d'abril de 2021 en diverses ciutats i pobles de Colòmbia, que tenen lloc com a protesta contra la pujada d'impostos i la reforma sanitària proposada pel govern d'Iván Duque Márquez. La iniciativa tributària va ser introduïda per a augmentar la subvenció a Ingreso Solidario, un programa social de renda bàsica universal establert a l'abril de 2020 per proporcionar alleujament durant la pandèmia COVID-19 a Colòmbia, mentre que el projecte de llei 010 proposava la privatització de l'assistència sanitària al país.
La reforma va ser abandonada després de gairebé una setmana de manifestacions, tot i que aquestes continuen, ara dirigides contra les desigualtats socials, l'empitjorament de la pobresa al país i les reformes previstes pel govern sobre polítiques de salut i educació.
L'Oficina de l'Alt Comissariat de les Nacions Unides per als Drets Humans i Human Rights Watch van assenyalar els abusos de la policia contra els manifestants, mentre que l'expresident Álvaro Uribe Vélez va demanar a la gent que donés suport a les accions de la policia i els soldats durant les protestes. A data d'avui (8/5/2021) consten 26 morts segons el govern colombià i 89 persones desaparegudes. L'ONG Temblores denuncia 37 morts, 934 detencions arbitràries i 11 casos de presumpta violència sexual.
A Colòmbia ja s'havien produït protestes massives durant el 2019 i el 2020 contra el govern, interrompudes per la pandèmia COVID-19, i també hi va haver una altra ronda de protestes el setembre del 2020 contra la violència policial.

## Respostes de govern
- 28 d'abril: es va ordenar el desplegament de la Fuerza Pública (forces militars i policia nacional) a les ciutats, i es van decretar tocs de queda a diverses ciutats del país.
- 30 d'abril: El president Iván Duque va anunciar la construcció d'un nou text de reforma tributària.
- 1 de maig: el president Iván Duque va autoritzar la militarització de les ciutats de Colòmbia.
- 2 de maig: Duque va anunciar la retirada del projecte de reforma tributària al Congrés de la República, i que convocaria els partits polítics per realitzar un nou projecte tributari, però no va convocar els partits de l'oposició per a aquest projecte.
- 3 de maig: van renunciar el ministre d'Hisenda Alberto Carrasquilla i el viceministre General d'Hisenda Juan Alberto Londoño. Poc després el govern va postular Carrasquilla com a candidat per a la presidència del CAF (Corporació Andina de Foment).
- 5 de maig: Miguel Ceballos, Alt comissionat per a la pau, va anunciar que es realitzaria una reunió amb el Comitè Nacional d'Atur el 10 de maig, a petició d'aquest últim. De la mateixa manera va anunciar 11 reunions amb diferents sectors socials, econòmics i polítics del país. Duque va anunciar captures i recompenses per als autors de delictes i vandalisme.
- 6 de maig: el Congrés de la República realitza una sessió especial amb líders de Paro Nacional.